# Розлучення

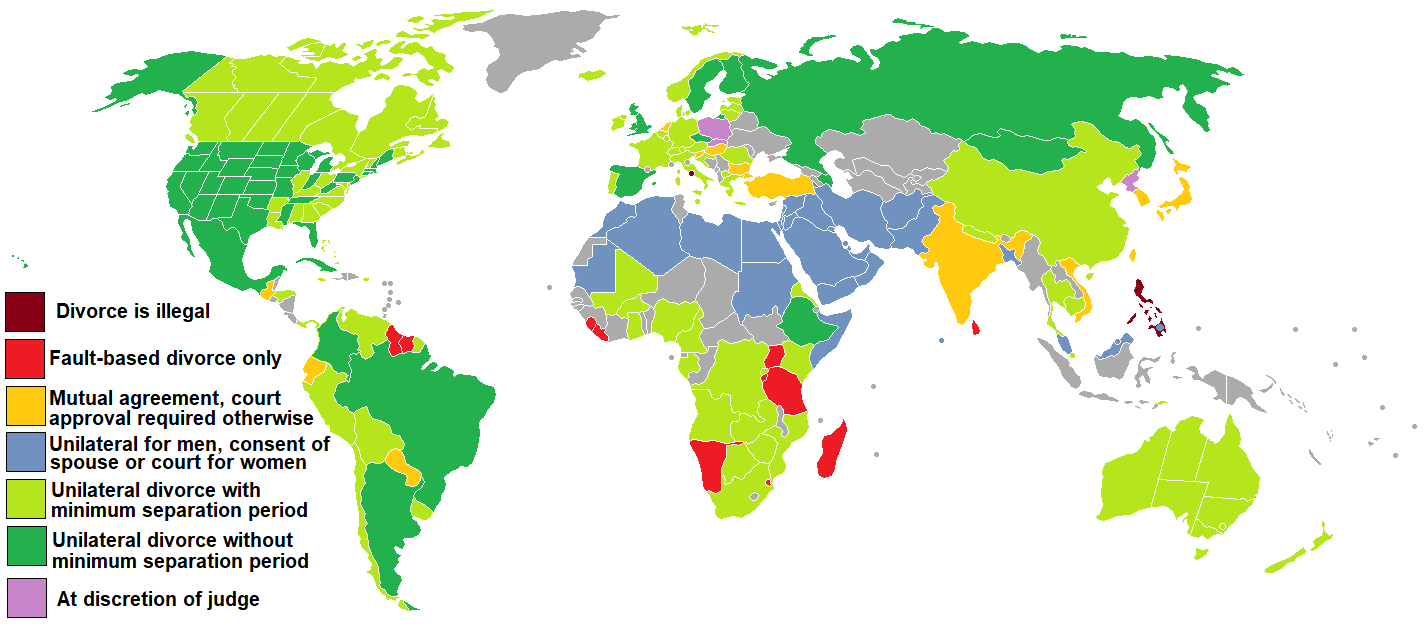
Законодавство щодо розлучення у країнах світу

Розлучення, також розірвання шлюбу — процес розірвання шлюбного зв'язку. Відрізняється від визнання шлюбу недійсним (тобто таким, що від початку не мав законної сили, підстав, був складений з порушенням норм закону). У більшості країн вимагає участі уповноважених осіб: наприклад, суду, де встановлюються поділ майна, опіка над дітьми, порядок їх відвідування, аліменти та суміжні питання.

## Статистика розлучень в Україні
Кількість зареєстрованих розлучень в УРСР була така:
| Роки    | На 1000 осіб населення | На 100 зареєстрованих шлюбів |
| ------- | ---------------------- | ---------------------------- |
| 1925-29 | 1,9                    | 17                           |
| 1950    | 0,8                    | 3                            |
| 1960    | 1,2                    | 11                           |
| 1965    | 1,7                    | 19                           |
| 1971    | 2,9                    | 27                           |

В перші роки незалежності України рівень розлучень був досить високим. Пізніше намітилася щорічна тенденція до зменшення кількості розлучень. 2009 року кількість розлучень склала 145,4 тис. Середній коефіцієнт розлучуваності склав 3,2 на 1000 осіб, від 1,9 у Закарпатській області до 4,5 у місті Севастополь. Порівняно з 2008 роком кількість розлучень скоротилась на 12,8 %. Впродовж 2010 року кількість розлучень в Україні знизилася до рекордних показників: 2010 року загалом розірвання шлюбу зареєструвало 126 тисяч пар, що майже на 14 % менше, ніж у 2009 році, та майже на 25 % менше, ніж у 2008 році.

## Сімейне законодавство України

### Поняття та підстави припинення шлюбу
У теорії сімейного права під припиненням шлюбу розуміється зумовлене настанням певних юридичних фактів припинення на майбутнє правовідносин, що виникли між подружжям з юридично оформленого шлюбу. Припинення шлюбу відрізняється від визнання його недійсним тим, що воно спрямоване у майбутнє, тоді як визнання шлюбу недійсним має зворотну силу і припиняє правові наслідки шлюбу з моменту його укладення. Згідно зі ст. 104 СК шлюб припиняється внаслідок смерті одного з подружжя або оголошення його померлим чи внаслідок розірвання шлюбу. Це вичерпний перелік підстав припинення шлюбу.
Право та дієздатність особи припиняються з настанням її смерті — яка підтверджується довідкою закладу охорони здоров'я або показаннями свідків. При цьому реєстрація припинення шлюбу в органі ДРАЦСу не потрібна, реєструється лише сам факт смерті. Порядок та умови оголошення фізичної особи померлою визначаються цивільним законодавством. Відповідно до ст. 46 ЦК особа може бути оголошена судом померлою, якщо у місці її постійного проживання немає відомостей про місце її перебування протягом трьох років, а якщо вона пропала безвісти за обставин, що загрожували їй смертю або дають підставу припускати її загибель від певного нещасного випадку, — протягом шести місяців. Особа, яка пропала безвісти у зв'язку з воєнними діями, може бути оголошена судом померлою після спливу двох років від дня закінчення цих дій.
Питання про оголошення особи померлою вирішується судом за місцем проживання заявника.
Юридичні наслідки судового рішення прирівнюються до тих же наслідків, що настають у разі смерті особи. Згідно зі ст. 264 ЦПК рішення суду про оголошення особи померлою є підставою для реєстрації її смерті в органі ДРАЦСу і видачі Свідоцтва про смерть.
З моменту винесення судом рішення про оголошення особи померлою шлюб з нею вважається припиненим. Чоловік або дружина цієї особи мають право вступити у новий шлюб після одержання судового рішення про оголошення померлими колишнього чоловіка або колишньої дружини. Однак особа, оголошена померлою (якщо насправді вона жива), не має права вступати у новий шлюб незалежно від того, відомо їй чи ні про оголошення її померлою.
Якщо ж особа, яка була оголошена померлою, з'явилася і відповідне рішення суду скасоване відповідно до ч. 1 ст. 48 ЦК, її шлюб з іншою особою поновлюється за умови, що ніхто з них не перебуває у повторному шлюбі (ст. 118 СК). При цьому жодних заяв про поновлення шлюбу не потрібно.
Треба зазначити, що наведене положення суперечить закріпленому у ч. 1 ст. 51 Конституції принципу свободи шлюбного союзу, з якого випливає, що ніхто не може бути примушений до поновлення шлюбу всупереч його волі. Тому доцільніше було б закріпити в СК можливість поновлення шлюбу за такої ситуації (як і в разі появи чоловіка, дружини, визнаних безвісно відсутніми) лише при наявності прямого волевиявлення обох із подружжя.
Поновлення шлюбу органом ДРАЦСу має зворотну силу, внаслідок чого дружина і чоловік визнаються такими, що перебувають у шлюбі, з моменту його державної реєстрації, а не з часу поновлення шлюбу.
Трапляються випадки, коли один із подружжя помирає після розірвання шлюбу за рішенням суду, але до або у день набрання ним чинності. У зв'язку з цим постає питання: що треба вважати у такому разі підставою припинення шлюбу — смерть одного з подружжя або ж його розірвання за рішенням суду? Це питання має велике практичне значення, оскільки від його вирішення залежать правові наслідки, що настають для того з подружжя, хто залишився живим. Адже якщо шлюб припинено внаслідок смерті одного з подружжя, другий з них успадковує його майно, а якщо внаслідок розірвання шлюбу судом — ні.
Стаття 104 СК закріплює правове регулювання зазначеного питання. Так, ч. З цієї статті встановлює, що якщо один із подружжя помер до набрання чинності рішенням суду про розірвання шлюбу, вважається, що шлюб припинився внаслідок його смерті. При цьому другий з подружжя може бути спадкоємцем першої черги після померлого. Дане положення відповідає чинному цивільно-процесуальному законодавству. Але водночас воно не відповідає висловленому волевиявленню померлого. Адже у такому разі фактично спадкоємцем буде колишній чоловік або колишня дружина. Уявляється, що така ситуація може порушувати інтереси інших спадкоємців, особливо якщо до винесення судового рішення про розірвання шлюбу дружина і чоловік тривалий час не проживали разом.
Якщо ж один із подружжя помирає у день набрання чинності рішенням суду про розірвання шлюбу, цілком справедливо вважається, що він припинився внаслідок його розірвання (ч. 4 ст. 104 СК). 3. Ромовська зазначає, що це правило підлягає поширювальному тлумаченню і має застосовуватись не тільки стосовно набрання чинності судовим рішенням, а й щодо дня винесення органом ДРАЦСу постанови про припинення шлюбу. Тобто якщо один із подружжя помирає у день винесення такої постанови, шлюб вважається припиненим внаслідок його розірвання.
Розірвання шлюбу контролюється державою і може здійснюватися лише відповідними державними органами. Ними є органи ДРАЦСу, а у випадках, передбачених СК, — суд. Той чи інший порядок розірвання шлюбу передбачений СК і не може бути визначений за бажанням сторін. Так, шлюб з особою, визнаною судом недієздатною, розривається лише органом ДРАЦСу (п. 2 ч. 1 ст. 107 СК). Другий з подружжя не може вимагати від суду розірвання шлюбу з недієздатним чоловіком, дружиною.
Чинне законодавство передбачає, що розірвати можна лише шлюб, укладений в законному порядку, з додержанням усіх умов і підстав його укладення, тобто лише дійсний шлюб. Фактичне припинення шлюбу з метою подальшого непоновлення шлюбних відносин не є розлученням з позиції закону. Тому за цих умов шлюб продовжуватиме породжувати сімейні відносини, крім випадків постановлення судом рішення про встановлення режиму окремого проживання подружжя (статті 119—120 СК).
У СК вперше у сімейному законодавстві фігурує поняття «режим окремого проживання подружжя». Відповідно до ч. 1 ст. 119 СК цей режим встановлюється для подружжя судом у разі неможливості чи небажання дружини і (або) чоловіка проживати спільно. Однак не зовсім зрозуміла практична необхідність його встановлення, а також те, яким чином це узгоджується з чинним законодавством. По-перше, Конституція закріплює вільний вибір місця проживання, причому незалежно від того, перебуває особа в шлюбі чи ні, тобто дружина і чоловік у будь-якому разі можуть проживати як спільно, так і окремо. Це питання вони вирішують за власним розсудом. По-друге, якщо дружина і чоловік не мають можливості або не бажають проживати спільно, немає необхідності зберігати такий шлюб. При цьому вони мають звертатися до суду чи органу ДРАЦСу з заявою про його розірвання, а не про встановлення для них режиму окремого проживання.
Наведений у ст. 108 СК перелік категорій розлучень, які можуть бути визнані фіктивними, є вичерпним. Однак у житті мають місце й інші випадки. Одним з них є ситуація, за якої один із подружжя, який утримує і виховує двох неповнолітніх дітей (одну дитину від попереднього шлюбу, а другу — від нинішнього), з метою зменшення розміру аліментів на дитину від попереднього шлюбу фіктивно розриває теперішній шлюб і нібито сплачуючи аліменти на двох дітей, тим самим зменшує розмір аліментів на першу дитину. Тому, на наш погляд, немає необхідності обмежувати категорії фіктивних розлучень. Однак треба чітко визначити умови, підстави та порядок визнання розірвання шлюбу фіктивним.
Нині встановлено судовий порядок визнання розлучення фіктивним. Стаття 108 СК передбачає, що на підставі рішення суду орган ДРАЦС має анулювати актовий запис і Свідоцтво про розірвання шлюбу. Це розірвання шлюбу вважається таким, що не відбулося, і не породжує передбачених законодавством правових наслідків.
 

### Розірвання шлюбу органом ДРАЦСу
Сімейний кодекс (статті 106 і 107) передбачає такі випадки розірвання шлюбу органом ДРАЦСу:
- за заявою чоловіка і дружини, які не мають дітей (ч. 1 ст. 106). Уявляється, що це положення може тлумачитись неоднаково на відміну від положення ст. 41 КпШС, відповідно до якої цей орган міг розривати шлюб між дружиною та чоловіком, які не мали неповнолітніх дітей. Так, 3. Ромовська вважає, що ч. 1 ст. 106 СК стосується осіб, які не мають спільних дітей, тих, діти яких досягли повноліття. Поняття «дитина» і «діти» є неоднозначними. Згідно з ч. 1 ст. 6 СК правовий статус дитини має особа до досягнення нею повноліття. Діти ж можуть бути як повнолітніми, так і неповнолітніми. Тому треба вважати, що справжній зміст ч. 1 ст. 106 СК є вужчим за його буквальне тлумачення. Адже з неї випливає, що правом розірвання шлюбу в органі ДРАЦСу наділені дружина і чоловік, які не мають неповнолітніх дітей;
- за заявою одного з подружжя, якщо другий з них визнаний безвісно відсутнім, недієздатним (ч. 1 ст. 107 СК).

Реєстрація розірвання шлюбу, передбачена ч. 1 ст. 106 СК, здійснюється за наявності письмової заяви, в якій має бути зафіксована взаємна згода подружжя на це, й за відсутності у них дітей. У такому разі оформлення розлучення і видача подружжю Свідоцтва про розірвання шлюбу провадяться на підставі постанови органу ДРАЦСу після спливу одного місяця від дня подання заяви. Цей строк встановлено для того, щоб запобігти розлученню під впливом нетривалої сварки. У разі примирення дружини і чоловіка протягом цього періоду вони мають право відкликати свою заяву.
Реєстрація розірвання шлюбу за заявою подружжя передбачає особисту присутність кожного з них. Водночас така реєстрація може бути проведена за відсутності одного з подружжя, якщо він через поважну причину (тяжка хвороба, тривале відрядження, проживання у віддаленій місцевості тощо) не може з'явитися до органу ДРАЦСу. Однак при цьому від імені цієї особи має бути подана заява про її згоду на розлучення з проханням розірвати шлюб без неї.
Для розірвання шлюбу органом ДРАЦСу необхідно також, щоб у подружжя не було спільних неповнолітніх дітей. До дітей за походженням прирівнюються діти, усиновлені чоловіком і дружиною. Наявність в одного з подружжя неповнолітньої дитини, батьком або усиновлювачем якої не є другий з них (наприклад, дитини від попереднього шлюбу або позашлюбної), не є перешкодою до розірвання шлюбу.
Реєстрація розірвання шлюбу провадиться за місцем проживання подружжя або одного з них. Якщо дружина і чоловік через поважну причину не можуть з'явитися до органу ДРАЦСу у визначений день, реєстрація на їх прохання переноситься на інший день. Однак строк такого перенесення не може перевищувати одного року від дня подання заяви. Якщо ж причина неявки визнана неповажною, а бажання дружини і чоловіка розірвати шлюб не змінилося, вони можуть подати до органу ДРАЦСу нову заяву. При цьому цей орган знову призначає місячний строк для реєстрації розірвання шлюбу.
Орган ДРАЦСу не з'ясовує причин розлучення, не є його обов'язком й примирення подружжя.
За реєстрацію розірвання шлюбу обома або одним з подружжя (за домовленістю між ними) сплачується судовий збір у розмірі 0,1 розміру мінімальної заробітної плати. Після цього їм видається Свідоцтво про розірвання шлюбу, а також проставляється штамп у паспорті або іншому документі, що посвідчує особу.
До компетенції органу ДРАЦСу не належить вирішення спорів, що виникають між подружжям у зв'язку з розірванням шлюбу. Так, згідно з ч. З ст. 106 СК шлюб розривається незалежно від наявності між дружиною та чоловіком майнового спору (щодо набутого за час шлюбу майна, надання утримання тощо). Будь-який майновий спір має вирішуватися у судовому порядку. Стаття 107 СК передбачає підстави розірвання шлюбу органом ДРАЦСу за заявою одного з подружжя. Однією з таких підстав є визнання судом другого з подружжя безвісно відсутнім.
Відповідно до ч. 1 ст. 43 ЦК фізична особа може бути визнана судом безвісно відсутньою, якщо протягом одного року в місці її постійного проживання немає відомостей про місце її перебування. Такі справи розглядаються судом за місцем проживання позивача (другого з подружжя). У заяві має бути зазначено, з якою метою заявнику треба визнати конкретну особу безвісно відсутньою, наведено факти, що свідчать про її безвісну відсутність, або вказано на обставини, які були загрозливими для цієї особи, чи ті, що дозволяють припускати її загибель внаслідок нещасного випадку.
Рішення суду про визнання другого з подружжя безвісно відсутнім, яке набрало чинності, ще не свідчить про припинення шлюбу між ними. Воно є підставою для розірвання шлюбу органом ДРАЦСу за заявою одного з подружжя. Копія рішення або виписка з нього додається до заяви ініціатора розірвання шлюбу.
Якщо особа, яка була визнана безвісно відсутньою, з'явилася або якщо одержано відомості про її місцеперебування, суд за її місцеперебуванням або суд, який постановив рішення про визнання цієї особи безвісно відсутньою, за її заявою чи за заявою іншої заінтересованої особи скасовує рішення про визнання особи безвісно відсутньою (ст. 45 ЦК). Шлюб такої особи поновлюється у разі подання спільної з колишнім чоловіком або колишньою дружиною заяви і за умови, що ніхто з них не уклав нового шлюбу.
 

### Розірвання шлюбу за рішенням суду
Шлюб розривається у судовому порядку, якщо один із подружжя, які не мають дітей, не дає згоди на це або коли дружина і чоловік мають спільних неповнолітніх дітей. Судом мають також розглядатися справи про розірвання шлюбу, якщо один із подружжя, заявляючи про свою згоду на розлучення, ухиляється від розірвання шлюбу в органі ДРАЦСу, тобто відмовляється подати до нього спільну заяву, не з'являється для реєстрації розлучення, а також якщо місце проживання одного з подружжя невідоме. Необхідність наділення другого з подружжя у цій ситуації правом звернення до суду пов'язана з тим, що у противному разі він не зможе добитися розлучення. Адже примусити з'явитися до органу ДРАЦСу особу, яка не бажає цього, неможливо.
Зазначені справи треба вважати різновидом розірвання шлюбу за спільною заявою подружжя, якщо той з них, хто ухиляється від розірвання шлюбу в органі ДРАЦСу, не заявить про свою незгоду на розлучення в суді.
Позовна заява про розірвання шлюбу за загальним правилом подається одним із подружжя (опікуном того з подружжя, хто визнаний недієздатним) до суду за місцем проживання відповідача (другого з подружжя). Однак якщо з позивачем проживають неповнолітні діти або якщо за станом здоров'я чи через інші поважні причини йому важко виїхати на місце проживання відповідача, заява може бути прийнята судом за місцем проживання позивача. За взаємною згодою заява може бути прийнята судом за місцем проживання кожної з сторін (ст. 126—131 ЦПК).
У позовній заяві має зазначатися рік народження кожного з подружжя, дата і місце реєстрації шлюбу, мотиви його розірвання, наявність від шлюбу неповнолітніх дітей, їх прізвища, імена та по батькові, з ким із батьків вони проживають, інші вимоги, які можуть бути вирішені судом одночасно з розглядом заяви.
До позовної заяви додаються Свідоцтво про реєстрацію шлюбу, копії свідоцтв про народження дітей, довідки про розмір заробітної плати та інших доходів подружжя, а також усі документи, що стосуються заявлених вимог.
Справа про розірвання шлюбу розглядається, як правило, за участю обох з подружжя, навіть якщо від їх імені виступають представники. Розгляд справи за відсутності одного з подружжя можливий у виняткових випадках на підставі мотивованої постанови суду. У разі неявки подружжя у судове засідання без поважних причин суд відкладає розгляд справи, а при їх неявці після повторного виклику залишає позов без розгляду, якщо не вважає за можливе вирішити справу за наявними матеріалами.
Розглядаючи заяву подружжя, яке має спільних дітей, про розірвання шлюбу суд, як й орган ДРАЦСу при вирішенні питання про розлучення в адміністративному порядку, не повинен, як це випливає зі змісту ст. 109 СК, з'ясовувати, чому дружина і чоловік бажають розлучитися. Він не має права відмовити у розірванні шлюбу, якщо і чоловік, і дружина заявили вимогу про це. Суд повинен лише встановити, що заява відповідає справжній волі подружжя і що після розірвання шлюбу не будуть порушені їх особисті та майнові права, а також права їх дітей. У статтях 106 і 109 СК не зазначено, за наявності дітей якого віку суд має розірвати шлюб, не з'ясовуючи причин цього. Уявляється, що відповідно до положень згаданих статей він має право розірвати шлюб за спільною заявою подружжя, не вдаючись до з'ясування причин, які спонукають їх до розлучення, якщо дружина і чоловік не мають неповнолітніх дітей. Однак і за визнання цього, на нашу думку, треба констатувати, що ст. 109 СК не відзначається чіткістю.
Згідно зі ст. 109 СК суд постановляє рішення про розірвання шлюбу, якщо буде встановлено, що після цього не будуть порушені права неповнолітніх дітей. Встановити цей факт він має шляхом перевірки поданого подружжям письмового договору про те, з ким із них проживатиме дитина, діти, яку участь у забезпеченні умов її життя братиме той з батьків, хто проживатиме окремо, а також про умови здійснення ним права на особисте виховання дитини. У договорі мають бути закріплені способи участі цієї особи в утриманні дитини. Якщо обов'язок батька, матері щодо утримання дитини припиняється у зв'язку з набуттям дитиною або тим з батьків, з ким вона проживає, права власності на нерухоме майно (ст. 190 СК), ця обставина обов'язково повинна діставати відображення у договорі. Договір, в якому встановлюється розмір аліментів на дитину, має бути нотаріально посвідчений. Якщо у ході перевірки договору суд встановить, що інтереси дитини ним не порушуються, він затверджує його своїм рішенням. Якщо ж дружина і чоловік не досягли згоди щодо забезпечення інтересів дитини або якщо поданий ними договір суперечить цим інтересам, суд зобов'язаний за власною ініціативою вирішити ці питання і винести відповідне рішення.
Що ж до положення ч. З ст. 109 СК, відповідно до якого суд має постановляти рішення про розірвання шлюбу, якщо буде встановлено, що після цього не будуть порушені особисті та майнові права подружжя, то, на наш погляд, воно є недоречним. По-перше, жоден суд не може встановити, що після розірвання шлюбу ці права не будуть порушені. Адже це неможливо передбачити. Тому більш слушним було б закріплення обов'язку суду встановлювати те, що особисті та майнові права дружини і чоловіка не будуть порушені в результаті, а не після розірвання шлюбу. По-друге, у разі порушення після розлучення зазначених прав колишнє подружжя може звернутися до суду з позовом про їх захист. У такому разі вимога захисту порушених прав не залежить від розлучення, як й можливість розірвання шлюбу не залежить від наявності між дружиною і чоловіком майнового спору.
Отже, єдиною метою розірвання шлюбу судом у передбаченому ст. 109 СК випадку має бути захист прав та інтересів неповнолітніх дітей (у ч. З цієї статті йдеться лише про їх права). А особисті та майнові права подружжя можуть захищатися як до, так і після розірвання шлюбу. Тому їх порушення не може бути підставою для відмови у розірванні шлюбу у тому разі, якщо і чоловік, і дружина вимагають цього і подають до суду зазначений вище договір.
На практиці підставами розірвання шлюбу найчастіше є зловживання одним із подружжя алкоголем або наркотичними засобами, небажання чоловіка мати дитину або його нездатність до її зачаття, відмова дружини від народження дитини або її нездатність до цього, тривале окреме проживання подружжя, що є наслідком створення одним із них нової сім'ї, тощо. Треба зазначити, що законодавець не встановлює переліку підстав розірвання шлюбу. У кожному конкретному випадку така підстава визначається судом.
Суд постановляє рішення про розірвання шлюбу після спливу одного місяця з дня подання подружжям заяви. Упродовж цього строку чоловік і дружина мають право відкликати її. Суд повинен також використовувати надане йому законом право відкладати розгляд справи для примирення подружжя, особливо за наявності у них неповнолітніх дітей, якщо це не суперечить моральним засадам суспільства. У межах встановленого ч. 4 ст. 176 ЦПК шестимісячного строку для примирення він може повторно відкласти розгляд справи або за наявності обґрунтованого клопотання обох чи одного з подружжя скоротити цей строк. Якщо після спливу встановленого судом строку дружина і чоловік помиряться, провадження у справі припиняється на підставі поданої ними заяви або заяви позивача про відмову від позову (у разі розгляду судом справи за позовом одного з подружжя). Якщо ж після спливу наданого подружжю для примирення строку заява від них не надійшла і вони у судове засідання не з'явилися, суд з урахуванням правила ст. 172 ЦПК повинен залишити справу без розгляду на підставі ч. 4 ст. 229 ЦПК.

### Момент припинення шлюбу. Правові наслідки розірвання шлюбу
Встановлення моменту припинення шлюбу у разі його розірвання має дуже важливе правове значення, оскільки саме з цього часу між подружжям припиняються особисті та майнові правовідносини, що виникають від дня державної реєстрації шлюбу в органі ДРАЦСу.
У ст. 114 СК цей момент визначено з урахуванням існуючого порядку розірвання шлюбу (органом ДРАЦСу чи судом). Згідно з нею у разі розірвання шлюбу органом ДРАЦСу моментом його припинення є день винесення ним відповідної постанови. Уявляється, що порядок і форма її винесення мають бути визначені у ході кодифікації законодавства з питань реєстрації актів цивільного стану. При розірванні шлюбу судом він припиняється у день набрання чинності судовим рішенням. А це відбувається після спливу строку, відведеного на його апеляційне оскарження, який дорівнює одному місяцю.
Сімейний кодекс не обмежує строк реєстрації розірвання шлюбу, проведеного у судовому порядку, в органі ДРАЦСу. Стаття 115 СК закріплює лише обов'язок колишнього чоловіка або колишньої дружини подати до цього органу відповідну заяву. Така реєстрація має лише посвідчувальний характер, закон не пов'язує з нею момент припинення шлюбу.
Незважаючи на те, що шлюб, який розривається за рішенням суду, припиняється від дня набрання ним чинності, колишнє подружжя не має права укладати новий шлюб до одержання в органі ДРАЦСу Свідоцтва про розірвання шлюбу. Уявляється, що обмеживши таким чином право чоловіка і жінки на повторний шлюб, законодавець намагався забезпечити обов'язковість державної реєстрації розірвання шлюбу за рішенням суду, стимулюючи до цього колишнє подружжя.
Правові наслідки розірвання шлюбу дістають вияв у припиненні особистих і майнових прав колишнього подружжя. Причому одні права припиняються відразу після розлучення, а інші можуть бути збережені або за бажанням одного з подружжя (наприклад, право на вибір прізвища), або в силу прямого припису закону. Так, відповідно до ч. 2 ст. 76 СК непрацездатна особа, яка потребує матеріальної допомоги, зберігає право на одержання утримання від колишнього чоловіка, колишньої дружини, якщо вона стала непрацездатною до розірвання шлюбу або протягом одного року від дня розлучення.
З розірванням шлюбу припиняється дія законного режиму майна подружжя, тобто режиму їх спільної сумісної власності, щоправда, за умови поділу майна, набутого дружиною і чоловіком за час шлюбу. Якщо ж такого поділу не було, то і після розлучення майно продовжує залишатися спільним з відповідним правовим режимом, оскільки воно було набуте за час шлюбу. До вимог розлученого подружжя про поділ спільного майна застосовується позовна давність тривалістю у три роки. З розірванням шлюбу перестає діяти передбачена СК презумпція згоди одного з подружжя на вчинення правочину щодо розпорядження спільним майном другим з подружжя. Для цього потрібна чітко висловлена згода другого власника майна, тобто розлученого чоловіка або розлученої дружини.
Після розірвання шлюбу припиняються й права, передбачені іншими галузями права, зокрема право на одержання одним із колишнього подружжя спадщини після смерті другого з них, право на пенсійне забезпечення у зв'язку з втратою годувальника тощо. Однак розірвання шлюбу, яке припиняє правовідносини між подружжям, не призводить до припинення правовідносин між батьками й дітьми.

## Розлучення у християнстві
У Новому Завіті шлюб вважався непорушним, оскільки «що Бог з'єднав, того людина нехай не розлучає» (Мф. 19:6). Дружина і чоловік не мають права одружуватись при живому чоловікові чи дружині, хіба що коли хтось із них помре, тоді «вона вільна від закону і не буде перелюбницею, вийшовши за іншого чоловіка» Рим:7:2-3. Розлучення Ісус дозволяв при перелюбі (Мф. 5:32-33, Мф. 19:9). Апостол Павло дозволяє розлучатись, якщо є невіруюча жінка чи чоловік (1 Кор. 7:12-15). «Перелюбників судить Бог» (Євр. 13:4).
Щодо канонічних правил, ряд з них відлучав від Церкви за розлучення і за наступний шлюб (48-е правило Апостольське , 87-е п. Трульського Собору). Особливо категоричне тут 115-е (102-е, згідно Кормчій) правило Карфагенського Собору, яке забороняє вступати в новий шлюб подружжю, яке розлучилось. При цьому отці Собору визнали за необхідне просити цивільну владу про видання відповідного закону. У тлумаченні Вальсамона на це правило говориться про те, що воно втратило чинність у зв'язку з виданням наступних законів, що дозволяють розлучення в певних випадках.
Очевидно, що християнська Церква не могла не рахуватися з тими законами, які існували в Римській імперії і в Візантії щодо розлучення. Можна відзначити в законодавстві тенденцію до обмеження причин для розлучень в епоху християнських імператорів, хоча були й деякі відхилення.
Згідно з 117-ю новелою Юстиніана, виданою в 542 році, розлучення дозволялось не тільки з причин, визнаних Церквою (вступ в чернецтво, перелюб), але і з політичних (посягання на життя імператора), медичних (нездатність до шлюбного співжиття), кримінальних (посягання на життя чоловіка, негідну поведінку дружини: проведення ночей поза домом, відвідування лазні). Згідно з 134-ю новелою Юстиніана, винний в розлученні з інших причин карався відправленням в монастир, майно його ділилося між дітьми і монастирем, а ті, хто затвердили, розлучення піддавалися тілесному покаранню і посиланням на каторгу.